# José Bernardo de Tagle Portocarrero

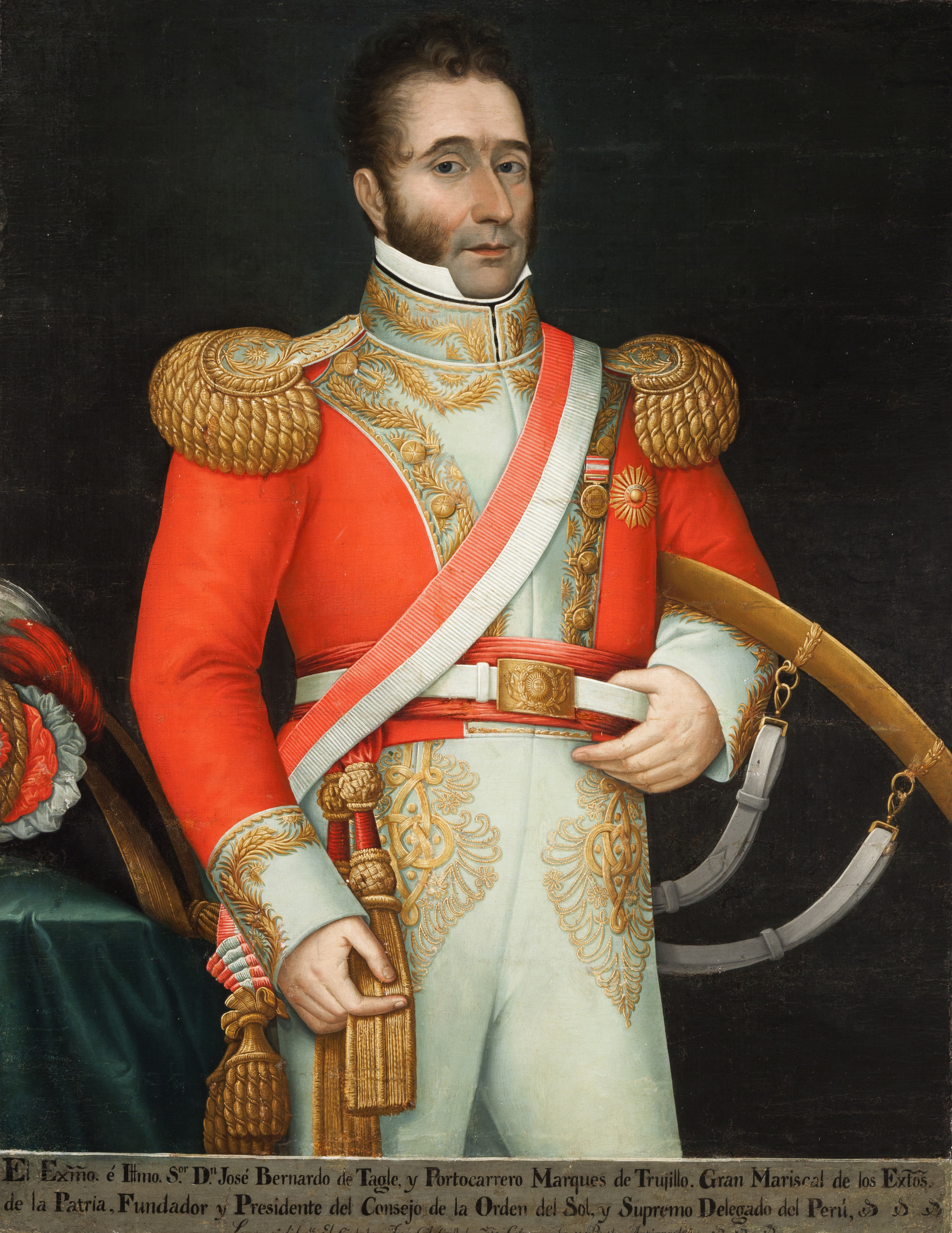
José Bernardo de Tagle Portocarrero

José Bernardo de Tagle Portocarrero (* 17. Juli 1779 in Lima; † 26. September 1825 in Callao), Marqués de Torre Tagle, war ein peruanischer Militär und Politiker sowie von 1823 bis 1824 Präsident Perus.

## Leben

Erste Version de Tagles

Zweite Version de Tagles

Er war peruanischer Abgeordneter zu den Cortes in Cádiz und wohnte zwischen 1812 und 1817 in Spanien.
Bei seiner Rückkehr wurde er zum Gouverneur von Trujillo ernannt und proklamierte nach der Ankunft José de San Martíns die Unabhängigkeit der Stadt von Spanien.
Er übernahm die Präsidentschaft erstmals, interimistisch, vom 27. bis 28. Februar 1823 und noch einmal vom 17. Juli 1823 bis 17. Februar 1824, als Nachfolger José de la Riva Agüeros. Antonio José de Sucre übernahm kurz, bis zur Ernennung de Tagles, die Präsidentschaft. de Tagle blieb bis zur Ankunft Simón Bolívars im Amt.
Während seiner Amtszeit wurde die, von José de San Martín entworfene, Flagge Perus vereinfacht.
| Personendaten    | Personendaten                        |
| ---------------- | ------------------------------------ |
| NAME             | Tagle Portocarrero, José Bernardo de |
| KURZBESCHREIBUNG | Präsident von Peru                   |
| GEBURTSDATUM     | 17. Juli 1779                        |
| GEBURTSORT       | Lima                                 |
| STERBEDATUM      | 26. September 1825                   |
| STERBEORT        | Callao                               |